# Chapelle Saint-Hilaire d'Ancelle
La chapelle Saint-Hilaire est une chapelle du diocèse de Gap et d'Embrun située à Ancelle, dans les Hautes-Alpes.

## Histoire et architecture
Plusieurs chapelles ont été attestées, notamment une dès le XIVe siècle et une autre en 1710. L'édifice actuel date du milieu du XIXe siècle